# Annalisa Marí Pegrum
Annalisa Marí Pegrum (Palma, 1983) és una poeta i traductora balear.
Fundadora l'any 2010, al costat d'Irene del Valle de la Sen, del "Poetry Slam Mallorca"; es tracta d'un projecte cultural basat en poesia en escena, un moviment que organitza tornejos de poetes amb la interacció del públic.
Després de quedar finalista de la final nacional d'eslam celebrada a Barcelona durant el Festival de Literatura Kosmópolis 2011, ha coorganitzat diversos esdeveniments poètics (FLoM! 2012 i 2013; I Poetry Slam Internacional de Palma). En l'actualitat és presidenta de l'associació Poetry Slam Epaña.
Ha realitzat traduccions com a Dorothea Lasky per a l'antologia de joves poetes nord-americans New Wave Vomit (El Gaviero Edicions, 2012) i per a la Revista de Literatura Quimera.
Com a poeta le seua obra ha format part de les antologies “El Último Jueves: quince años de poesía On The Road” (Calitja Edicions, 2011) i Amb accent a la neutra. Dons poetes de/a Mallorca (Lleonard Muntaner; en premsa).
Va seleccionar i va traduir els poemes que constitueixen l'antologia Beat Attitude (Bartleby Editors, 2015), la primera antologia de poesia escrita exclusivament per les poetes femenines de la generació beat.
Des de 2014 viu a França, en Reims, i imparteix tallers de poetry eslam.